# The Corner
The Corner é uma minissérie de televisão americana de drama produzida pela HBO, exibida em 2000. Criada por David Simon, a série é baseada no livro The Corner: A Year in the Life of an Inner-City Neighborhood, escrito por Simon e Edward Burns. A trama segue a vida de residentes de um bairro de Baltimore, Maryland, enfocando a luta contra as drogas e as dificuldades enfrentadas por uma comunidade marginalizada.

## Enredo
A história se passa em um bairro de Baltimore, concentrando-se em uma rua dominada pelo tráfico de drogas. O enredo aborda a realidade de moradores e traficantes, suas dificuldades, escolhas e os desafios enfrentados por aqueles que tentam escapar do círculo vicioso. A série retrata tanto a perspectiva dos usuários de drogas quanto dos comerciantes, e a dinâmica entre os habitantes da comunidade.

## Elenco
O elenco principal de The Corner inclui:
- Khandi Alexander como Fran
- T.K. Carter como Gary
- Clarke Peters como Detective
- Andre Royo como Bubbles
- Reno Wilson como Stick

## Produção
The Corner foi adaptada a partir do livro homônimo de Simon e Burns. A obra foi escrita com base em uma pesquisa de campo, que envolveu a observação das vidas de residentes de Baltimore e o impacto do tráfico de drogas na comunidade. A série foi aclamada por sua abordagem realista e sem concessões sobre a vida nas ruas, destacando a complexidade do fenômeno das drogas e da pobreza urbana.

## Recepção
The Corner foi bem recebida pela crítica, sendo elogiada por seu retrato honesto e sem idealizações da vida em bairros urbanos devastados pela pobreza e pelo crime. A série recebeu vários prêmios e indicações, incluindo um Prêmio Peabody.

## Controvérsias
Embora a série tenha sido aclamada pela crítica, também gerou discussões sobre a forma como retratou as comunidades afetadas pelas drogas e a possível estigmatização dos moradores desses bairros. Além disso, houve um debate sobre o impacto da representação da violência nas produções televisivas.

## Crítica
A série foi bem recebida por críticos especializados, sendo comparada favoravelmente a outras produções de David Simon, como The Wire, que seguiu o mesmo estilo de abordagem crua e realista da vida em áreas marginalizadas.